# Säljarnas Riksförbund
Säljarnas Riksförbund (även Säljarnas) är ett yrkesförbund med fackliga rättigheter för säljare och marknadsförare.
Säljarnas är en ideell organisation, partipolitiskt oberoende och inte anslutet till någon centralorganisation. Säljarnas bildades 1884 och är ett av Sveriges äldsta fack- och yrkesförbund. Historiskt har förbundet alltid varit specialiserat gentemot handelsresande, agenter, säljare och andra verksamma inom försäljning.
Förbundet riktar sig till alla som arbetar med försäljning eller marknadsföring, både anställda och egna företagare. Förbundet är specialiserat på villkor och avtal som gäller för dessa yrkesgrupper och för rörliga löner. Parallellt arbetar Säljarnas för att utveckla medlemmarna i sina yrkesroller.
Säljarnas främsta mål är att flytta fram säljares och marknadsförares positioner i samhället. Detta genom att fokusera på frågor inom till exempel arbetsrätt, arbetsmiljö, karriär- och kompetensutveckling samt utbildning.
Säljarnas ger ut tidningen Sälj!, som har en fri och självständig roll inom förbundet. Medlemmar i yrkesförbundet Säljarnas får tidningen gratis. Det går också att prenumerera på tidningen till en årskostnad. Sälj! ges ut sex gånger per år. Chefredaktör för Sälj! är Lotta Byqvist.
Förbundsordförande för Säljarnas är Jan Zetterström.
Sedan 2018 är Säljarnas även certifieringsorgan för yrkestiteln Key Account Manager i Sverige, enligt SeQF.